# Zelotibia paucipapillata
Zelotibia paucipapillata is een spinnensoort uit de familie bodemjachtspinnen (Gnaphosidae). De soort komt voor in Congo en Burundi.